# 29873 Bertachini
29873 Bertachini è un asteroide della fascia principale. Scoperto nel 1999, presenta un'orbita caratterizzata da un semiasse maggiore pari a 2,541177 UA e da un'eccentricità di 0,109682, inclinata di 4,551274° rispetto all'eclittica. Ha un diametro di 3,004 km.